# Bức Tường (ban nhạc)
Bức Tường là một ban nhạc rock Việt Nam được thành lập vào năm 1995. Họ trải qua nhiều lần thay đổi nhân sự và từng có thời gian ngừng hoạt động, song với hai thành viên chủ chốt là Trần Tuấn Hùng (guitar) và Trần Lập (sáng tác, thủ lĩnh), ban nhạc vẫn kiên trì hoạt động. Tính đến nay, ban nhạc đã phát hành 7 album phòng thu bao gồm Tâm hồn của đá (2001), Vô hình (2003), Nam châm (2004), Ngày khác (2010), Đất Việt (2014), Con đường không tên (2020), Cân bằng (2023). Sau khi thủ lĩnh Trần Lập qua đời vì ung thư trực tràng, nhóm quyết định vẫn duy trì hoạt động nghệ thuật.
Trong suốt sự nghiệp, Bức Tường luôn nằm trong số những ban nhạc thu hút rất nhiều người hâm mộ. Ước tính mỗi liveshow của nhóm có lúc lên tới hàng nghìn, hàng vạn khán giả, trở thành biểu tượng cho giai đoạn đỉnh cao của rock Việt những năm 90 đến đầu thập niên 2000. Ban nhạc là khách mời quen thuộc của rất nhiều chương trình do VTV3, Đài Truyền hình Việt Nam cũng như Đài Truyền hình Hà Nội tổ chức. Nổi bật hơn cả là SV 96 – nơi làm nên tên tuổi của họ trên sóng truyền hình quốc gia – và cả chương trình tiếp nối SV 2000, với những ca khúc tạo nên thương hiệu Bức Tường như "Đường đến ngày vinh quang", "Bình minh sinh viên 2000". Liveshow Đôi bàn tay thắp lửa đã đem về cho nhóm giải Âm nhạc Cống hiến cho Chương trình của năm. Album Con đường không tên (hợp tác với ca sĩ Phạm Anh Khoa) giúp ban nhạc giành hai đề cử của giải thưởng Âm nhạc Cống hiến cho các hạng mục "Bài hát của năm" (bài "Cơn mưa tháng 5") và "Chương trình của năm" ("Con đường không tên"). Năm 2020, nhóm đã được vinh danh trong một bài viết của tạp chí Billboard ấn bản Mỹ. Bức Tường từng được trang MTV Việt Nam chọn ở vị trí số 1 trong danh sách "Top 10 ban nhạc rock nổi tiếng Việt Nam".

## Lịch sử hoạt động

### 1995–2000: Hoàn cảnh ra đời, The Wall và những năm tháng đầu tiên
Những năm đầu thập niên 90, ca sĩ Trần Lập (cựu sinh viên Trường Cao đẳng Văn hóa nghệ thuật Hà Nội) là một ca sĩ chuyên đi hát tại các sàn nhảy và những tụ điểm nhạc trẻ quy mô nhỏ hằng tối, trong khi đó Trần Tuấn Hùng là sinh viên Trường Đại học Xây dựng Hà Nội (trước từng theo học guitar cổ điển tại Nhạc viện Hà Nội). Hai người đến xem một buổi văn nghệ của trường thì gặp sinh viên trường Xây dựng Nguyễn Hoàng. Không lâu sau, hội bạn kết nạp thêm ba thành viên nữa, tạo nên đội hình: Đức Hiệp chơi trống, Vũ Văn Hà chơi lead guitar, Ngô Đình Hải chơi keyboard, Nguyễn Hoàng chơi guitar rhythm, Hùng chơi bass còn Lập hát chính. Lúc này đội hình hẹn nhau sẽ chơi một buổi văn nghệ chào mừng 26 tháng 3 (ngày thành lập Đoàn Thanh niên Cộng sản Hồ Chí Minh) tại trường Xây dựng để ấn định màn ra mắt ban nhạc mới tên The Wall.
—Trần Lập kể về buổi văn nghệ chào mừng ngày 26 tháng 3 năm 1995.
Buổi biểu diễn ngày 26 tháng 3 thành công ngoài mong đợi, nhận được sự hưởng ứng nồng nhiệt của các bạn sinh viên trường Xây dựng. Thế là khởi nguồn từ đội văn nghệ của Đoàn Thanh niên trường Xây dựng, ngày 26 tháng 3 năm 1995 đã được chọn làm ngày thành lập ban nhạc rock The Wall. Vài tháng sau khi ra mắt, Bức Tường có một ca khúc rock sáng tác đầu tay mang tên "We are The Wall band". Cũng trong thời điểm này, Đình Hải và Văn Hà tách ra để lập nhóm riêng, làm cho Tuấn Hùng chuyển từ bass sang chơi lead guitar, đồng thời kết nạp thêm Bùi Chiến Phong để lấp đầy nhân sự.
Ngày 17 tháng 11 năm 1995, Đại học Xây dựng tổ chức chương trình chào mừng ngày Nhà giáo Việt Nam (20 tháng 11) với sự tham gia The Wall. Ban nhạc xem đây là đêm diễn solo đầu tiên của họ diễn ra tại Nhà thi đấu của trường. Theo thống kê bán vé từ ban nhạc, đã có khoảng gần 3000 khán giả tới xem và cổ vũ suốt hai giờ trình diễn. Nhóm có được "đêm solo" II tổ chức vào dịp Noel năm 1995, vé bán xem show "đắt như tôm tươi và lần đầu tiên trong lịch sử nhạc trẻ sinh viên ở Hà Nội, xuất hiện vé giả và bán vé theo kiểu 'chợ đen'." Tại Nhà thi đấu của trường hôm 23 tháng 12 năm ấy, có hơn 3000 khán giả có mặt cổ vũ nhiệt tình, "la hét inh tai". Kế đó, The Wall có lần đầu tiếp xúc với Đài Truyền hình Việt Nam với lần gặp mặt nhà báo Lại Văn Sâm. Ít lâu sau, nhóm được mời tới phòng thu của trường Nghệ thuật Quân đội để thu thanh ca khúc "We are The Wall band".
Ngày 31 tháng 1 năm 1996, tại vòng 1 của chương trình SV 96, ban nhạc có màn ra mắt truyền hình với phần thể hiện ca khúc "We are The Wall band". Chương trình được phát sóng trực tiếp trên kênh VTV3 vào dịp mùng 4 Tết Nguyên Đán năm ấy. Trong thời gian này, nhóm chia tay thành viên Bùi Chiến Phong, rồi kết nạp một tay bass mới tên Trung Dũng, sinh viên khoa kiến trúc của trường Xây dựng. Tháng 3 năm 1996, The Wall có buổi phỏng vấn đầu tiên với một phóng viên của tạp chí Thời trang trẻ. Tạp chí này bình luận về tên ban nhạc: "Vì cái tên Bức Tường (The Wall) nó gắn với Xây Dựng. Xây nên những điểm tựa cho tình bạn, tình yêu và dựng lên những tường âm thanh mang đậm phong cách kiến trúc."
Ngày 26 tháng 3 năm 1996, Đại học Xây dựng tổ chức đêm văn nghệ chào Noel (mà The Wall coi là "đêm solo III") tại Nhà thi đấu của trường, tiếp tục có sự tham dự của hơn 3000 khán giả. Tuy nhiên show không diễn ra thành công như mong đợi, "càng về cuối càng tẻ nhạt". Để làm mới ban nhạc, Trần Lập quyết định sáng tác loạt ca khúc mới như "Cơn mưa hoang dã", "Đám ma dế mèn", "Mưa"... Do không còn phù hợp với nhóm, Trung Dũng rời đi và thay thế bởi Nhất Hoàng, sinh viên Đại học Ngoại Ngữ và một người hâm mộ trung thành của Bức Tường từ những ngày đầu tiên. Sau đó nhóm còn nhận lời phỏng vấn từ hai phóng viên miền Nam, một trong số đó là người có bút danh Trung Nghĩa, chuyên viết về đề tài văn hóa âm nhạc của báo Tuổi trẻ về sau.
Tháng 9 năm 1996, VTV3 tổ chức một chương trình nữa mang tên "SV Show" cùng Trung tâm Văn hóa Nghệ thuật Sinh viên; The Wall tiếp tục được mời đến tham gia, bên cạnh Mỹ Linh, Trần Thu Hà, các ban nhạc Anh em và Desire. Sau đó, nhà báo Lại Văn Sâm xuống tận phòng tập của nhóm ở Đại học Xây dựng để làm một bài phóng sự về nhạc trẻ, đồng thời mang tin vui: The Wall đã lọt vào vòng 2 của SV 96. Họ còn tiến đến vòng 3 của SV 96 với sự cuồng nhiệt chào đón của khán giả, đêm diễn của nhóm được tổ chức tại Cung Thiếu nhi Hà Nội. Trong lần thể hiện ca khúc "Cây bàng" mà Trần Lập mới sáng tác, buổi diễn không thành công như mong đợi, mặc dầu vẫn gây ấn tượng với các biên tập viên của VTV3 như Lại Văn Sâm, Đỗ Hồng Cư hay Tạ Bích Loan. Ngày 21 tháng 12 năm 1996, The Wall trình diễn tại "đêm solo III" (có tên Đêm Noel 96), cùng các nhóm nhạc như Chìa Khóa Vàng, nhóm nhảy Big Toe, nhóm nhảy Moonwalk của Chí Anh, được tổ chức ở trường Trung học Trưng Vương. Đây là chương trình đầu tiên có The Wall được tài trợ bởi Carlsberg Vietnam và Vietnam Airlines, với Mai Thu Huyền làm MC.
Đầu năm 1997, ban nhạc gặp nhiều khó khăn trong việc tìm kiếm nguồn tiền trang trải chi phí nhạc cụ, song vẫn xoay sở và góp vốn đủ. Tháng 2 năm 1997, The Wall được báo Tuổi trẻ Chủ Nhật bình chọn là một trong 5 ban nhạc trẻ hay của năm 1996. Ngày 14 tháng 2 năm 1997, họ theo chân phóng viên của tạp chí Tiền Phong – Người đẹp Việt Nam ra giữa bãi sông Hồng chụp ảnh cho bài phỏng vấn mới, trong thời tiết "lạnh cắt da cắt thịt." Đây chính là cảm hứng để Trần Lập sáng tác bài hát "Con sông tự do" (sau đổi tựa thành "Bài ca sông Hồng" và đưa vào album Vô Hình năm 2003). Ngày 25 tháng 3 năm 1997, The Wall làm khách mời của Quỹ Hỗ trợ Tài năng trẻ trong chương trình Những gương mặt tiêu biểu năm 96, gặp lại nhà báo kiêm MC Lại Văn Sâm. Ngày 5 tháng 4 năm 1997, nhóm có được suất diễn tại "Đêm solo V" được tổ chức tại Nhà thi đấu của trường Xây dựng.
Tháng 7 năm 1997, The Wall có mặt trên bản tin truyền hình thời sự bằng tiếng Anh – Chuyên mục Văn hóa số đầu tiên được phát sóng trên kênh VTV1. Hai tháng sau, tức ngày 4 tháng 9 năm 1997, ban nhạc nhận được lời mới diễn tại trường Trung học phổ thông Lương Thế Vinh của nhà giáo Văn Như Cương, song buổi diễn thất bại thảm hại. Nhóm không chỉ khó khăn trong khâu tìm suất diễn, thậm chí còn bị show Giai điệu trẻ của nhạc sĩ Ngọc Đại lợi dụng tên tuổi để trục lợi. Ngày 24 tháng 10 năm 1997, phóng viên của tạp chí Heritage (tạp chí của Vietnam Airlines) hẹn họ tới phỏng vấn; ngay sau khi kết thúc buổi gặp, Nguyễn Hoàng bị đau ngực, khó thở rồi phải nhập viện ở Bệnh Viện Lao và Phổi Trung Ương, song đã bình phục đầu năm 1998.
Tháng 1 năm 1998, tạp chí Truyền hình Việt Nam xếp The Wall vào hãng ngũ những ban nhạc đáng chú ý của năm 1997. Dịp Tết Nguyên Đán năm 1998, The Wall xuất hiện trong chương trình "gặp gỡ các ban nhạc trẻ 1998" do VTV3 và Trung tâm Văn hóa Sinh viên đồng tổ chức. Nhân dịp kỷ niệm Đoàn thanh niên năm ấy, The Wall đã có cơ hội chơi "Đêm Solo V" vào ngày 23 tháng 3 năm 1998 tại Đại học Xây dựng. Ngày 26 tháng 5 năm 1998, nhóm tham gia "Liên hoan các ban nhạc sinh viên toàn quốc", song bị loại rất sớm. Ban nhạc The Light từng ngỏ ý mời Trần Lập làm giọng ca chính củc nhóm này, song Lập đã khéo từ chối: "Trần Lập sẽ có ích hơn khi ở lại với The Wall". Trong giai đoạn này, sau những lần hội ý giữa các thành viên, Trần Lập quyết định nhận trọng trách thủ lĩnh của ban nhạc (trước đó thuộc về Tuấn Hùng), đồng thời chính thức đổi tên nhóm The Wall thành Bức Tường. Ngày 26 tháng 7 năm 1998, nhóm quyết định cùng nhau đi mua nhạc cụ riêng sau nhiều lần sử dụng nhạc cụ của trường Xây dựng. Lần đầu đại diện cho ban nhạc của mình, Trần Lập tới dự cuộc họp báo chuyên nghiệp đầu tiên cho show "Khoảnh khắc giao thời" vào ngày 10 tháng 9 năm 1998, chính thức trở thành "frontman' của Bức Tường. Chương trình được tổ chức vào ngày 9–10 tháng 9 năm 1998, đánh dấu lần đầu tiên ban nhạc trình diễn ra mắt tại Trung tâm Triển lãm Giảng Võ.
Nhận lời mời của nhạc sĩ Dương Thụ, tối ngày 10 tháng 4 năm 1999, Bức Tường lần thứ hai trình diễn tại Trung tâm Triển lãm Giảng Võ với show "Đêm trẻ". Tháng 6 năm 1999, Bức Tường được mời tới thu thanh 6 ca khúc tốt nhất của họ tại phòng thu của Đài Truyền hình Việt Nam, do nhạc sĩ Lương Minh biên tập. Đó sẽ chất liệu được sử dụng cho show riêng mà Đài lần đầu dành cho một ban nhạc rock, đó là "Bức Tường trên VTV3". Suốt tháng 9 năm 1999, ban nhạc ghi hình video âm nhạc đầu tiên của mình với bài "Cơn mưa hoang dã". Giai đoạn cuối năm 1999, họ liên tục nhận các show như "Pop-Rock 99" (16–17 tháng 9), "Liên hoan các ban nhạc trẻ Hà Nội" (tháng 11), "The Beatles Hà Nội." (8 tháng 12). Nhà báo Lại Văn Sâm đã đề xuất Trần Lập cơ hội viết ca khúc tranh cử vị trí bài hát chính thức của SV 2000, và Lập đã sáng tác nên bài "Bình minh sinh viên 2000", đến tối hôm 21 tháng 12 năm 1999 thì chính thức thu thanh ca khúc. Ngày 30 tháng 12 năm 1999, họ có mặt tại dàn nghệ sĩ của "Đêm thế kỷ" – một liveshow ca nhạc tại Việt Nam đón chào thiên niên kỷ mới cùng cả thế giới.
Một tuần sau khi "Bức Tường show" lên sóng trên VTV3, ban nhạc trở lại Đại học Xây dựng với "Coca-cola show" vào ngày 8 tháng 4 năm 2000. Ban nhạc cũng dành thời gian chuẩn bị đĩa CD cho album Tâm hồn của đá, trong bối cảnh "chưa từng có một tiền lệ nào để làm một CD riêng về nhạc rock ở ngoài Bắc, mà nhất lại là CD chỉ riêng cho một ban nhạc". Ngày 7 tháng 7 năm 2000, sau khi liên hệ với nghệ sĩ guitar Trần Thanh Phương của Nhạc Viện Hà Nội, họ đến Orient Studio để thu thành album Tâm hồn của đá. Cũng trong thời điểm này, Trần Lập đưa bản thu thanh cho biên tập viên Long Vũ nghe thử, và được biên tập viên này chọn lên mục "Bình luận thể thao trực tiếp" phát trên VTV1, tặng cho đội tuyển bóng đá và các đội tuyển thể thao nước nhà. Ngày 30 tháng 12 năm 2000, SV 2000 chính thức lên sóng, và ca khúc "Bình minh sinh viên 2000" được truyền sóng trực tiếp tới hàng triệu khán giả trong cả nước. Ban nhạc còn chơi bài "Đường đến ngày vinh quang" để bế mạc SV 2000.

### 2001–2006:Tâm hồn của đá,Vô hình,Nam châm, "The last sartuday" và tan rã
Ngày 12 tháng 10 năm 2001, ban nhạc Bức Tường có suất diễn trở về Đại học Xây dựng. Trong năm ấy, nhóm còn tham dự các chương trình Gặp nhau cuối tuần, Khoảnh khắc giao thời II, Khoảnh khắc giao thời III trên sóng truyền hình. Họ còn thu thanh ca khúc "Khám phá", được thu lại để sử dụng làm ca khúc chính thức của lễ trao giải "Trí tuệ Việt Nam" do báo Lao động và VTV tổ chức. Ban nhạc nhận lời diễn 4 đêm tại Magic Moo Club vừa để tăng thêm thu nhập, vừa để quảng bá cho album Tâm hồn của đá sắp ra mắt. Ngày 31 tháng 12 năm 2001, Bức Tường diễn chương trình "Chào 2002" tại quảng trường "Cảm tử quân", với màn thể hiện hai bài "Cơn mưa hoang dã" và "Đường đến ngày vinh quang" bên hồ Gươm.
—Trần Lập kể về liveshow "Tâm hồn của đá" tại Trung tâm Triển lãm Giảng Võ năm 2002.
Album Tâm hồn của đá chính thức được trình làng trên toàn quốc dưới dạng đĩa CD vào ngày 3 tháng 2 năm 2002, với đơn vị phát hành là Công ty Nghe nhìn Hà Nội. Giữa tháng 6 năm 2002, nhờ liên hệ được với một biên tập viên của Đài Truyền hình Hà Nội, Bức Tường đã tiến hành thu hình video âm nhạc của hai bài "Niềm tin cho cát bụi" và "Ngày hôm qua", được ghi hình ngoại cảnh tại một lò gạch bỏ hoang bên đường Hòa Lạc và ga Phú Diễn cách trung tâm Hà Nội 10 km. Ngày 13 tháng 7 năm 2002, Bức Tường chính thức khai trương website riêng mang tên buctuong.com. Ngày 7-8 tháng 11 năm 2002, tại Trung tâm Triển lãm Giảng Võ, ban nhạc tổ chức một liveshow lớn mang tên "Tâm hồn của đá", thu hút gần 10.000 khán giả tham dự. Liveshow đã được bình chọn là một trong 10 sự kiện văn hóa của năm. Ngay sau "Tâm hồn của đá", nhóm tuyên bố sẽ làm liveshow "Bức Tường và những người bạn" diễn ra vào ngày 26 tháng 4 năm 2003 tại Công viên nước Hồ Tây, với "nhiều lửa và đúng chất rock mà ban nhạc mong muốn".
Album thứ hai của Bức Tường mang tên Vô hình được phát hành toàn quốc vào ngày 10 tháng 8 năm 2003, với đơn vị phát hành là Công ty Nghe nhìn Hà Nội. Nổi bật trong album là "Bài ca sông Hồng" – ca khúc đã đưa nhóm lần đầu tới trình diễn tại Cộng hòa Pháp. Cũng trong năm ấy, nhóm còn tham dự Festival Việt Nam – Hàn Quốc và Đại hội Rock Việt I. Chia sẻ về album, Tràn Lập cho hay: "Album vol.1 [Tâm hồn của đá] làm cách đây đã 3 năm, chưa thể hiện cá tính nhiều lắm và vẫn còn nhiều điều chưa vừa ý về thu thanh. Giờ đây, chúng tôi đã có thể cải thiện cả hai mặt này. Có thể những gì chúng tôi đưa ra sẽ là khó nghe với một số người nào đó, nhưng đấy chính là cái ban nhạc muốn gửi gắm..", anh nhấn mạnh rằng album đã thu xong cả phần lời và phần nhạc từ tháng 4 năm 2003. Bức Tường còn được chọn làm đại diện của âm nhạc Việt Nam đương đại tham dự Festival Khuôn mặt Việt Nam – Khuôn mặt Pháp ngữ được tổ chức tại thành phố Cahors ở miền Nam nước Pháp từ ngày 26 tháng 9 đến 7 tháng 10 năm 2003.
Vào ngày 25 tháng 4 năm 2004, Bức Tường thực hiện liveshow trong chương trình Âm nhạc và những người bạn của VTV3 với chủ để "Bông hồng thủy tinh". Đây là liveshow thứ hai của nhóm và cũng là lần đầu tiên guitarist Nguyễn Hoàng – người thành lập nhóm – ra mắt khán giả. Liveshow có sự tham của các nghệ sĩ khách mời Phương Thanh, Nguyễn Đạt (nhóm Da vàng), Phương Uyên, Siu Black. Album thứ ba Nam châm được Công ty Nghe nhìn Hà Nội phát hành toàn quốc vào ngày 16 tháng 10 năm 2004. Năm 2005, nhóm tham dự các nhạc hội festival tại Đà Lạt và Đà Nẵng, rồi làm liveshow "Những hòn đá lăn". Tính đến năm 2006, cả ba album đầu của Bức Tường đều giữ kỷ lục của rock Việt về số lượng đĩa CD bán ra (50.000 đĩa được tiêu thụ); các liveshow của ban nhạc cũng rất hút khách với hàng nghìn khán giả trẻ.
—Trích thư chia tay người hâm mộ của Trần Lập thay mặt Bức Tường.
Sau liveshow Những hòn đá lăn diễn ra vào năm 2005, ban nhạc bắt tay vào thu âm một số sản phẩm âm nhạc mới và dự định cho ra album tiếp theo mang tên Đất Việt. Tuy nhiên, việc thu âm được thực hiện nhiều lần mà các thành viên vẫn không hài lòng. Tháng 9 năm 2006, thủ lĩnh Trần Lập thông báo ban nhạc dừng hoạt động.
Ngày 2 tháng 12 năm 2006, ban nhạc tổ chức liveshow chia tay mang tên "The last sartuday" tại Trung tâm Triển lãm Giảng Võ (Hà Nội). Trong liveshow, Bức Tường đã trình diễn nhiều ca khúc như "Ra Khơi", "Ngày hôm qua", "Bông hồng thủy tinh", "Cơn mưa hoang dã", "Đường đến ngày vinh quang", "Mắt đen", gây phấn khích với số đông khán giả. Các khách mời trong chương trình gồm có các ban nhạc Small Fire, Thủy Triều Đỏ và Mai Trang – ca sĩ của cuộc thi Sao mai điểm hẹn. Khi chương trình liveshow kết thúc, ban tổ chức đã tắt hết đèn sân khấu nhưng nhiều người hâm mộ vẫn nán lại trong bóng đêm rồi hô vang tên ban nhạc và cùng hát những bài hát của ban nhạc. "Ngày thứ bảy cuối cùng" có sự tham gia và cổ vũ của 20.000 người hâm mộ. Báo điện tử VnExpress bình luận về liveshow: The last Saturday [Ngày thứ bảy cuối cùng] kết thúc nhẹ nhàng. Khán giả lần lượt ra về, dù lặng lẽ hay ồn ào thì mỗi người đều dành cho mình một góc cảm xúc. Họ không khóc, không uỷ mị vì hiểu rằng nếu còn tình yêu với rock thì Bức Tường luôn bên họ. Mùa đông, lá bàng đỏ rơi và để họ mãi hát... 'lá bàng đỏ rớt xuống giữa mùa đông. Đỏ như máu dẫu xa lìa cành, nụ cười luôn tươi sáng trên môi'".

### 2010–2016: Tái hợp,Ngày khác,Đất Việt, Rock Storm và thủ lĩnh Trần Lập qua đời
Trong thời gian ban nhạc tan rã, các thành viên ban nhạc vẫn gặp nhau, nhưng đều tránh nhắc đến ban nhạc. Khoảng năm 2009, các thành viên bắt đầu nói về việc tái hợp ban nhạc. Tháng 7 năm 2010, thủ lĩnh Trần Lập xác nhận Bức Tường chính thức được tái hợp, đồng thời thông báo chuẩn bị ra mắt album thứ 4 mang tên Ngày khác, cũng như đưa miền website buctuong.com trở lại hoạt động. Trong lần trở lại này, nhóm chuyển từ thể loại hard rock/heavy metal sang modern rock.

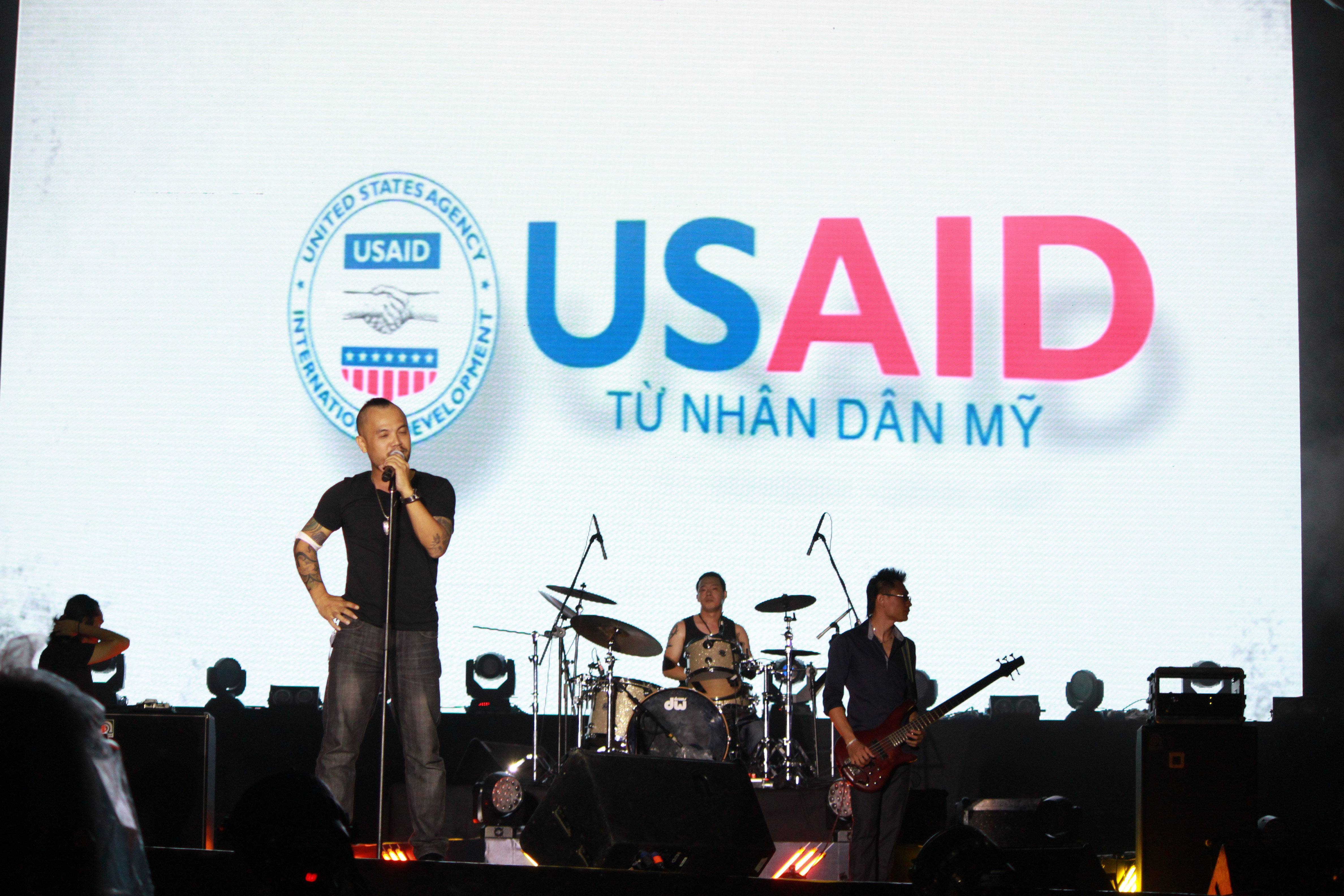
Một buổi hòa nhạc của Bức Tường tại Cơ quan Phát triển Quốc tế Hoa Kỳ ở Việt Nam

Ngày 15 tháng 10 năm 2010, ban nhạc Bức Tường chính thức phát hành album Ngày khác gồm 12 ca khúc, trong đó có "Rung chuông vàng" – ca khúc từng được sử dụng trong một chương trình truyền hình cùng tên. Chia sẻ về album, Lập chia sẻ: "Chúng tôi không thể nào quên được cảm xúc âm nhạc nên trong thời gian qua mặc dù đã quyết định chia tay nhưng vẫn không từ giã hoàn toàn. Thấm thoắt đã 4 năm trôi qua có ít nhiều đổi thay, và chúng tôi đã chọn thời điểm 1.000 năm Thăng Long – Hà Nội để cùng chơi trở lại, bước đầu sẽ chú trọng các tác phẩm mới và những cơ hội mới do mình tự xây dựng nên. Chỉ có điều, sau chừng đó thời gian, chúng tôi giờ đây bình thản hơn, và bản lĩnh hơn..." Anh cũng nhấn mạnh thông điệp của album là "Hãy mang theo cảm xúc của một ngày mới bên mình và bắt đầu công việc với những ý tưởng sáng tạo. Sớm mai khi thức dậy, bạn hãy nhớ nhé, đó là ngày khác rồi". Một năm sau, nhóm làm liveshow mang tên "Nhiệt" thu hút từ 7.000-10.000 khán giả, với sự tham gia tiếp sức của ban nhạc Re-cycle. Đây là show chuyên nghiệp thứ 10 của họ, diễn ra tại Hà Nội vào ngày 17 tháng 12 năm 2011 tại Hà Nội.
Trần Lập là khách quen của đại nhạc hội Rock Storm – sự kiện mà anh từng có 3 năm làm tổng đạo diễn từ năm 2008 đến 2010. Họ lần đầu dự Rock Storm vào năm 2012. Ngày 2 tháng 8 năm 2013, Trần Lập ra mắt cuốn tự truyện nói về ban nhạc với nhan đề Bên kia Bức Tường. Tại Nhạc hội Rock Storm 2013 với chặng diễn mở màn ở Hải Phòng, Bức Tường đã trình diễn cùng những ban nhạc như Ngũ Cung, Microwave, K-OP, Oringchains; cụ thể các tiết mục của nhóm là "Rock xuyên màn đêm", "Mỏi", "Chọi trâu", "Ngày hôm qua", "Nam châm" và "Ngày khác". Toàn bộ số tiền thu được từ hàng nghìn khán giả dự liveshow đều được nhà tài trợ Mobifone tặng cho các tổ chức từ thiện. Ít ngày sau đêm diễn ở Hải Phòng, ban nhạc đã có mặt tại Thành phố Hồ Chí Minh để thực hiện hiện liveshow "Dấu ấn" (liveshow cuối cùng của năm 2013), kết hợp cùng ca sĩ Phương Thanh và hai thí sinh của chương trình Giọng hát Việt – Nguyễn Khánh Phương Linh và Hà Văn Đông. Nhóm còn tiếp tục biểu diễn tại chặng Đà Nẵng với những ca khúc được yêu thích nhất của họ như "Rock xuyên màn đêm", "Tâm hồn của đá", "Nam châm" và "Bông hồng thủy tinh". Hành trình Rock Storm 2013 của Bức Tường kết thúc tại thủ đô Hà Nội, đêm diễn lấy chủ đề là "Cháy cho khát vọng."
Ngày 12 tháng 12 năm 2014, Bức Tường tổ chức buổi họp báo và chính thức cho ra mắt album Đất Việt, kỷ niệm 20 năm thành lập ban nhạc. Album là sản phẩm của quá trình thai nghén từ trước năm 2000, đến nay mới thành hiện thực. Ngày phát hành album cũng trùng với sinh nhật của ca sĩ Trần Lập. Anh chia sẻ: "Việc cho ra mắt album thứ 5 sau 20 năm hoạt động, lại đúng ngày sinh nhật khiến tôi rất vui mừng. Tôi nghĩ rằng, nhờ sự yêu mến của khán giả, nhờ điểm đặc sắc trong âm nhạc và sự gắn bó của các thành viên nên ban nhạc mới trải qua được 20 năm với rất nhiều thăng trầm. Với chúng tôi, âm nhạc và Bức Tường là nơi chốn tinh thần để có thể náu mình những khi thấy khó khăn".
Cuối năm 2014 đầu năm 2015, Bức Tường tiếp tục được điền tên tham dự đại nhạc hội Rock Stom năm thứ ba liên tiếp. Tại chặng diễn ở Thành phố Hồ Chí Minh, họ đã nhận giải "ban nhạc được yêu thích nhất" của chương trình lần thứ ba. Ngày 14 tháng 11 năm 2015, thủ lĩnh Trần Lập tiết lộ anh mắc ung thư trực tràng. Sau đó, ban nhạc đã tổ chức liveshow Đôi bàn tay thắp lửa vào ngày 16 tháng 1 năm 2016 tại Trung tâm Triển lãm Giảng Võ (Hà Nội) để góp tiếng nói cảnh báo về bệnh ung thư tại Việt Nam và truyền đi thông điệp về tinh thần lạc quan, vui tươi để vượt qua bệnh tật. Tiền bán vé của liveshow này được dùng vào mục đích từ thiện. Trưa ngày 17 tháng 3 năm 2016, Trần Lập qua đời, hưởng dương 42 tuổi. Liveshow Đôi bàn tay thắp lửa sau đó đã thắng giải âm nhạc Cống hiến cho "Chương trình của năm".

### 2017–nay: "Những ngày tháng tuyệt vời",Con đường không tên, liveshow Trở về vàCân bằng
Sau khi Trần Lập qua đời, ban nhạc Bức Tường quyết định tiếp tục hoạt động. Tháng 2 năm 2017, Bức Tường thông báo sẽ làm một liveshow mang tên "Trần Lập Hẹn gặp lại" nhằm tưởng nhớ cố ca sĩ kiêm thủ lĩnh của nhóm. Chương trình được tổ chức tại Cung thể thao Quần Ngựa, Hà Nội vào ngày 26 tháng 2 năm 2017, với sự góp mặt của các nghệ sĩ khách mời như Microwave, Ngũ Cung, Tùng Dương, Phạm Anh Khoa, Tạ Quang Thắng, Tuấn RC, Dũng của nhóm Re-cycle; và Anh Tuấn làm MC kiêm giám đốc sản xuất. Liveshow đã thu hút gần 10.000 khán giả tham dự. Ngày 17 tháng 3 năm 2017, Hãng phim Tài liệu và Khoa học Trung ương cho phát hành bộ phim tài liệu Chuyện ngày hôm qua với nội dung về ban nhạc. Số tiền thu được từ bộ phim được dành để gây quỹ ủng hộ trẻ em ung thư tại Bệnh viện K Tân Triều, Hà Nội. Ngày 26 tháng 3 năm 2018, ban nhạc tổ chức liveshow mang tên "Ngày trở về", kỷ niệm 23 năm thành lập Bức Tường và 2 năm ngày giỗ của Trần Lập. Chương trình có sự góp mặt của các nghệ sĩ Tuấn RC, Triệu Lưu Hoàng Lân, Uyên Linh, và khách mời là nhà báo Lại Văn Sâm cùng Phó giáo sư – Tiến sĩ Phạm Duy Hòa (hiệu trưởng trường Xây dựng); liveshow được tổ chức tại sân khấu nóc tòa nhà Lotte Center Hà Nội.
Ngày 17 tháng 3 năm 2019, Bức Tường tổ chức một buổi họp báo giới thiệu ca khúc mới, kỉ niệm 3 năm ngày mất của Trần Lập – đĩa đơn CD "Những ngày tháng tuyệt vời", một sáng tác của Trần Tuấn Hùng. Hùng cho biết sản phẩm là thành quả sau rất nhiều áp lực để nối dài con đường Bức Tường đã cùng nhau gây dựng suốt hơn 20 năm, trong đó nỗi đau rất lớn Trần Lập qua đời đã đặt ban nhạc trước những thời điểm đứng trên ranh giới của sự tồn tại. Tối 23 tháng 3 năm 2019, trong buổi chiếu lại phim tài liệu về ban nhạc tại Hãng phim Tài liệu và Khoa học Trung ương, nhóm đã cho ra mắt MV chính thức "Những ngày tháng tuyệt vời", với sự góp giọng của ca sĩ Tuấn RC.
Ngày 21 tháng 11 năm 2020, trong một buổi phỏng vấn với kênh VOV1, thủ lĩnh mới Tuấn Hùng tuyên bố Bức Tường sẽ không chọn ca sĩ nào cố định để làm thành viên chính thức, thay vào đó sẽ là hợp tác với nhiều ca sĩ trong mỗi dự án. Ngày 26 tháng 11 năm 2020, 6 năm sau album Đất Việt, Bức Tường cho ra mắt album phòng thu thứ 6 mang tên Con đường không tên, đánh dấu cột mốc 25 năm hoạt động của ban nhạc. Đây là album đầu tiên của ban nhạc mà không có sự xuất hiện của thủ lĩnh Trần Lập. Album bao gồm 10 ca khúc mới, được sáng tác bởi hai thành viên Trần Tuấn Hùng và Vũ Văn Hà, ngoài ra còn có sự kết hợp của ca sĩ Phạm Anh Khoa. Tại lễ trao giải thưởng Âm nhạc Cống hiến 2020, Bức Tường nhận được hai đề cử: "Chương trình của năm" cho Con đường không tên và "Bài hát của năm" cho ca khúc "Cơn mưa tháng 5" hợp tác với Tùng Dương.
Ngày 17 tháng 4 năm 2021, nhóm tổ chức liveshow "Trở về" (hay "Bức Tường trở về") tại trường Đại học Xây dựng nhằm kỷ niệm 5 năm ngày mất của Trần Lập, với sự tham gia của ca sĩ Phạm Anh Khoa, nhạc sĩ Lưu Quang Minh và Nguyễn Việt Lâm. Chương trình thu hút tới hơn 1.000 khán giả. Báo điện tử VnExpress bình luận: "Chọn địa điểm Đại học Xây dựng để tổ chức liveshow, Bức Tường chơi nhạc phóng khoáng, dữ dội hơn khi được ở 'sân nhà'. Giữa không gian rộng, tiếng guitar điện, trống theo phong cách hard rock vang lên mạnh mẽ. Đêm nhạc tạo nhiều khoảng trống để các nhạc công trình diễn solo, 'phiêu' cùng khán giả." Ngày 19 tháng 5 năm 2021, Bức Tường được vinh danh trên tạp chí Billboard ấn bản Mỹ bằng một bài viết có nhan đề "The Legacy of Buc Tuong, the Band That Led Generations to Rock Music In Vietnam" (Di sản của Bức Tường, ban nhạc dẫn dắt nhiều thế hệ đến với nhạc rock tại Việt Nam).
Ngày 16 tháng 4 năm 2023, Bức Tường phát hành album phòng thu thứ 7 mang tên Cân bằng. Nó bao gồm 10 bài hát, chủ yếu được viết bởi Trần Tuấn Hùng và Vũ Văn Hà, Phạm Anh Khoa ngoài vai trò hát chính cũng đóng góp một sáng tác mới của mình cho album này.
Tháng 3 năm 2024, sau 14 năm đồng hành cùng ban nhạc, guitar bass Nguyễn Minh Đức đã bất ngờ chia tay và khép lại hành trình cùng Bức Tường, để lại vị trí này cho bassist Tăng Xuân Kiên (Kiên Cun) người đã được biết đến với vai trò tương tự ở ban nhạc iTễu trước đó.

## Dấu ấn nghệ thuật

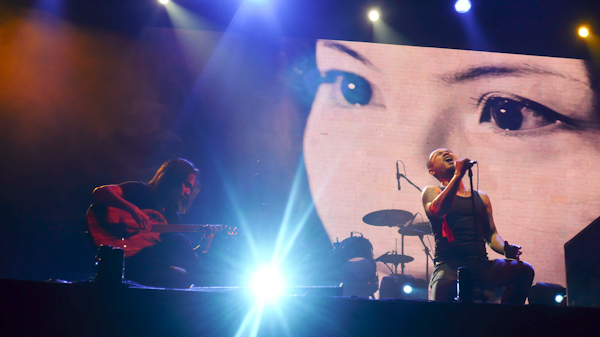
Một buổi hòa nhạc của Bức Tường vào năm 2011.

Âm nhạc của Bức Tường thuộc các thể loại hard rock, heavy metal, modern rock và alternative rock hiện đại. Ban nhạc ghi dấu ấn với người nghe bởi những bản rock ballad, trong đó đa số là sáng tác của Trần Lập. Ca từ trong những bài hát của anh rất dịu dàng, ví dụ như bài "Mắt đen", "Cây bàng". Trong album Đất Việt, Lập tự miêu tả các ca khúc của mình là "câu chuyện về người Việt từ thuở khai thiên lập địa, một cuộc sống bình yên, ngập tràn yêu thương, nhưng cũng có những lúc phải cầm cây giáo, cây cung sẵn sàng hy sinh để gìn giữ từng tấc đất của tổ tiên".
Trong album Vô hình, Trần Lập còn đưa vào "những âm hình nhạc truyền thống có nét tương đồng với rock". Ở album Nam châm, báo Nhân Dân nhận định album "[chứa] những ca khúc đa dạng trong cả phương thức thể hiện cũng như nội dung ca từ. Đây có thể nói là bước đột phá về kỹ thuật trong phong cách âm nhạc của Bức Tường". Đó là những ca khúc về đề tài tình yêu, gia đình, "sự xuất hiện mới mẻ của những câu chuyện truyền thuyết như tình yêu oan trái của Mỵ Châu-Trọng Thủy, chuyện Sơn Tinh-Thủy Tinh... được chuyển tải bằng ngôn ngữ rock mang chất sử thi (symphony/power metal)". Ấn phẩm nhấn mạnh rằng "Dế mèn" có lẽ là ca khúc độc đáo nhất "với nội dung đầy chất triết lý và sự kết hợp đầy sáng tạo của nét giai điệu cổ truyền và chất metal", trong khi đó "Ra khơi" là sự "phóng tác từ dân ca Nam Bộ, như một thử nghiệm, tìm tòi mới của Bức Tường khi kết hợp âm nhạc dân gian và rock", cũng như ví bài chủ đề cùng tên album như thỏi nam châm, tạo "'sức hút' của những khát khao sáng tạo để tìm đến một phong cách rock đậm chất Việt".
Sau khi tái hợp chuyển sang thể loại modern rock thay cho thể loại metal/hard rock phức tạp trước đó, ban nhạc vẫn nhận được những đánh giá tốt với album Ngày khác. Nhận xét về album, cây viết Hương Thủy của báo An ninh Thủ đô viết: "12 ca khúc trong album đã truyền đến người nghe năng lượng sống dồi dào, tình yêu thương giữa con người với con người cùng tình yêu cuộc sống. Album Ngày khác đã cho thấy sự chuẩn bị kỹ lưỡng của họ ở nhiều góc cạnh về một hình ảnh hoàn toàn mới của ban nhạc Bức tường với nhiều trải nghiệm. Lời ca không chỉ chứa đựng nhiều hình ảnh mà còn mang tính triết lý." Ở album Đất Việt, âm nhạc của Bức Tường đầy sự trải nghiệm khi kể lại câu chuyện về những vùng miền, những chuyến đi, những niềm đam mê, những cung đường và có cả những góc tối. Báo Nghệ An đánh giá album mang "phong cách âm nhạc tương đối độc đáo, mang chất liệu âm nhạc dân gian của Việt Nam. Tuy nhiên, khán giả vẫn sẽ cảm nhận trong đó một nét riêng của Bức Tường với phong cách chơi, tư tưởng sáng tác và nội dung như những gì Bức Tường đã thể hiện trong suốt quãng thời gian hoạt động qua". Báo An ninh Thủ đô tóm gọn Đất Việt là "một bản trường ca hùng tráng của người Việt", trong khi báo Hà Nội mới ví album như "một lời khẳng định âm hưởng của Bức Tường – nhạc rock thuần Việt".
Trong lần được ghi danh trong một bài viết tạp chí Billboard của Mỹ vào năm 2020, ấn phẩm đã bình luận về album Con đường không tên: "Các bài hát mới mang tinh thần mạnh mẽ và kiên cường. Giai điệu tươi sáng, lạc quan với nhịp điệu hấp dẫn vẫn là chủ đề chính của ban nhạc trong suốt album. Bên cạnh đó, những thanh âm mới cũng được giới thiệu, phản ánh những thay đổi trong quá trình phát triển của ban nhạc".

### Di sản
Tính đến năm 2015, Bức Tường được ghi nhận là ban nhạc có lịch sử hoạt động lâu nhất tại Việt Nam với 20 năm. Trang MTV Việt Nam đã bình chọn Bức Tường ở vị trí số 1 trong danh sách "Top 10 ban nhạc rock nổi tiếng Việt Nam". Ban nhạc còn được ghi nhận là "ban nhạc rock thành công nhất tại Việt Nam cho tới nay, có số lượng fan đông đảo bậc nhất và tạo ra trào lưu nghe, hâm mộ rock trên diện rộng". Năm 2016, báo Tiền phong nhận định Bức Tường không chỉ là "một trong những ban nhạc rock chuyên nghiệp đầu tiên của Việt Nam", mà còn là "một tượng đài bất tử trong làng rock Việt Nam".

## Thành viên

### Hiện tại
- Trần Tuấn Hùng – trưởng nhóm, sáng tác, lead guitar (1995–nay)
- Tăng Xuân Kiên – bassist (2024–nay)
- Vũ Văn Hà – guitar rhythm (2012–nay)
- Phạm Trung Hiếu – trống (2013–nay)

### Cũ
- Trần Lập – sáng tác, thủ lĩnh, hát chính (1995–2016; mất 2016)
- Nguyễn Minh Đức – bass (2010–2024)
- Nguyễn Hoàng – guitar (1995–2006)
- Trần Nhất Hoàng – bass (1996–2004)
- Nghiêm Mạnh Tuấn – trống (2003–2006, 2010–2013)
- Nguyễn Duy Hùng – keyboard (2003–2006, 2010–2012)
- Trần Quốc Khánh – guitar (2005–2006, 2010–2012)
- Võ Anh Tuấn – trống (1999–2002)
- Nguyễn Đức Hiệp – trống (1995–1998)
- Phan Thanh Bình – bass (2002–2004)
- Trần Hồng Trường – trống (1998–1999)
- Nguyễn Trung Dũng – bass (1995–1996)
- Bùi Chiến Phong – bass (1995)

## Danh sách đĩa nhạc

### Album phòng thu
- Tâm hồn của đá (2002)
- Vô hình (2003)
- Nam châm (2004)
- Ngày Khác (2010)
- Đất Việt (2014)
- Con đường không tên (2020)
- Cân bằng (2023)

### Single
- Những ngày tháng tuyệt vời (2019)
- XXV (2020)
- Nơi đó có chúng ta thuộc về nhau (2023)

## Liveshow
- Liveshow I – Tâm hồn của đá 2002
- Liveshow II – Bức Tường và những người bạn 2003
- Liveshow Bài ca Sông Hồng tại Pháp 2003
- Liveshow Bông hồng thủy tinh 2004
- Tour Xuyên Việt 9+ (4 liveshow; 5 tháng 11 năm 2004)[120]
- Liveshow Những hòn đá lăn 2005
- Liveshow chia tay "The last sartuday"
- Liveshow Nhiệt (17 tháng 12 năm 2011)
- Liveshow Dấu ấn (7 tháng 12 năm 2013)
- Liveshow Đôi bàn tay thắp lửa (16 tháng 1 năm 2016) – Triển lãm Giảng Võ
- Liveshow Trần Lập: Hẹn gặp lại (26 tháng 2 năm 2017) – Cung thể thao Quần Ngựa
- Liveshow Ngày trở về (26 tháng 3 năm 2018) – Nóc tòa nhà Lotte Center Hà Nội
- Liveshow Trở về (17 tháng 4 năm 2021) – Trường Đại học Xây dựng Hà Nội (Hà Nội)
- Liveshow Đường đến ngày vinh quang (2 tháng 4 năm 2022) – Dinh Độc Lập (Thành phố Hồ Chí Minh)
- Liveshow Bức Tường – Cơn mưa tháng năm Unplugged (27 tháng 10 năm 2024) – Nhà hát Hồ Gươm (Hà Nội)

## Thành tựu

### Giải Âm nhạc Cống hiến
| Năm  | Các đề cử                                               | Hạng mục             | Kết quả   | Nguồn   |
| ---- | ------------------------------------------------------- | -------------------- | --------- | ------- |
| 2004 | Bức Tường và những người bạn                            | Chương trình của năm | Đề cử     | [ 121 ] |
| 2017 | Đôi bàn tay thắp lửa                                    | Chương trình của năm | Đoạt giải | [ 122 ] |
| 2021 | Con đường không tên                                     | Chương trình của năm | Đề cử     | [ 123 ] |
| 2021 | "Cơn mưa tháng 5" (Trần Lập và Trần Tuấn Hùng sáng tác) | Bài hát của năm      | Đề cử     | [ 123 ] |

### Các danh hiệu khác
| Năm  | Danh hiệu                                                    | Tổ chức trao tặng        | Nguồn   |
| ---- | ------------------------------------------------------------ | ------------------------ | ------- |
| 2011 | Ban nhạc rock nổi tiếng nhất Việt Nam                        | MTV Việt Nam             | [ 118 ] |
| 2013 | Ban nhạc rock thành công nhất tại Việt Nam                   | Báo Hà Nội mới           | [ 75 ]  |
| 2015 | Ban nhạc rock được yêu thích nhất                            | Mobifone Rock Storm      | [ 85 ]  |
| 2015 | Ban nhạc có lịch sử hoạt động lâu nhất (20 năm)              | Báo Dân Việt             | [ 117 ] |
| 2016 | Giải thưởng Ấn tượng VTV cho nhân vật của năm (Trần Lập)     | Đài Truyền hình Việt Nam | [ 124 ] |
| 2021 | Ban nhạc dẫn dắt nhiều thế hệ đến với nhạc rock tại Việt Nam | Billboard Việt Nam       | [ 109 ] |